# سیستم مزدوج

سینامالدهید یک ترکیب طبیعی است که دارای سیستم مزدوج است.

پنتا-۳٬۱-دی‌ان یک مولکول با سیستم مزدوج است.

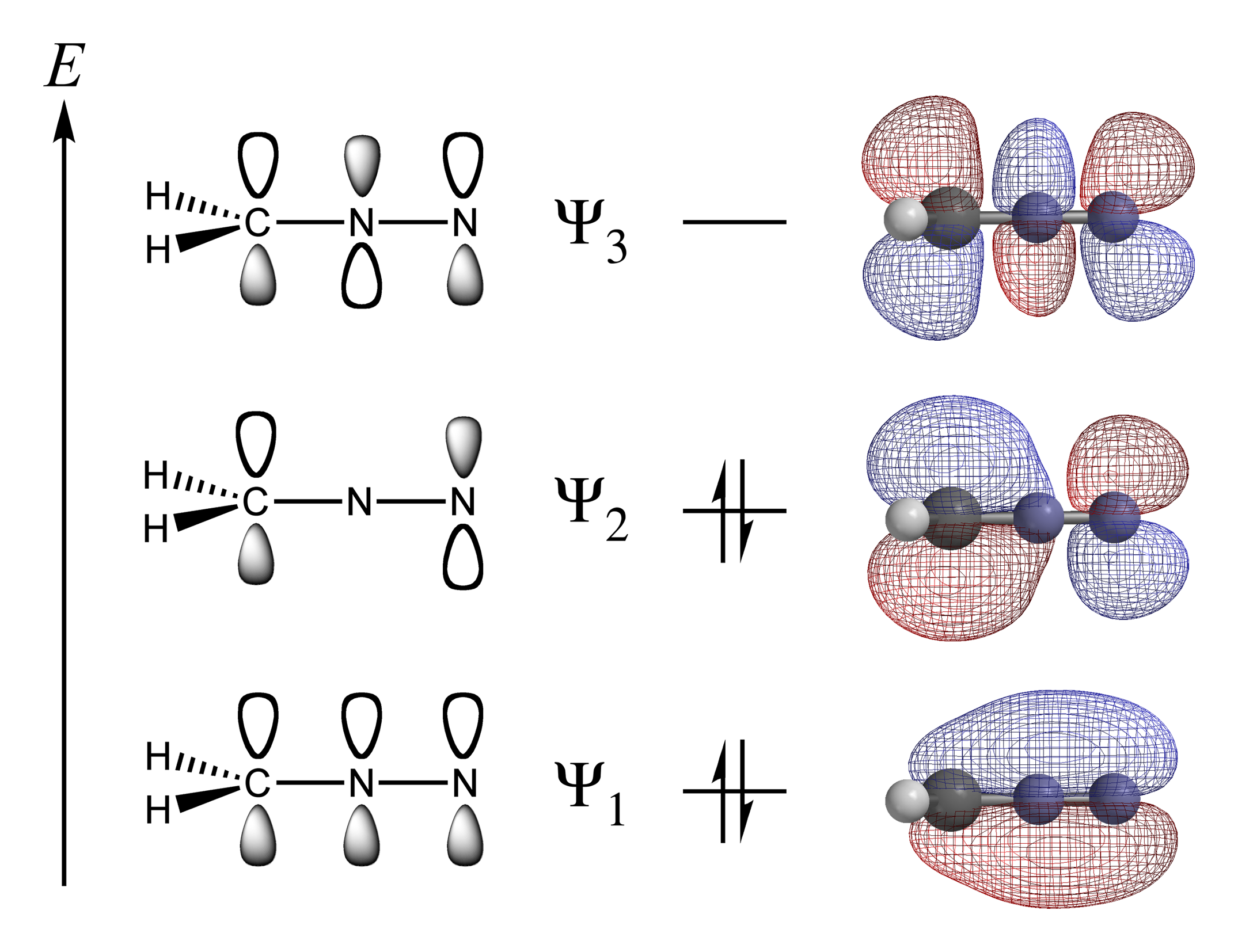
سیستم پای مزدوج در دی‌آزومتان

در شیمی، سیستم مزدوج یا کونژوگه سیستمی از اوربیتال‌های p متصل به هم با الکترون‌های غیرمستقر در یک مولکول است که در مجموع انرژی کلی مولکول را کاهش داده و پایداری را افزایش می‌دهد. به طور معمول به شکل پیوندهای متناوب منفرد و چندگانه نشان داده می‌شود. جفت‌های غیرپیوندی، رادیکال‌ها یا یون‌های کربنیوم ممکن است بخشی از سیستم باشند که می‌تواند حلقوی، غیر حلقوی، خطی یا ترکیبی از آن‌ها باشند. اصطلاح مزدوج در سال ۱۸۹۹ توسط شیمیدان آلمانی یوهانس تیله ابداع شد.
مزدوج شدن عبارت است از همپوشانی یک اوربیتال p با یک اوربیتال p دیگر در طول یک پیوند σ (در فلزات واسطه، اوربیتال‌های d نیز می‌توانند دخیل باشند).
یک سیستم مزدوج دارای ناحیه‌ای از اوربیتال‌های p همپوشانی شده‌است که در آن موقعیت‌های مجاور، که در نمودارهای ساده فاقد پیوند π هستند، به صورت پل بین دو موقعیت قرار می‌گیرند. آن‌ها اجازه می‌دهند که الکترون‌های π در تمام اوربیتال‌های p هم‌ترازِ مجاور جابجا شوند. الکترون‌های π به یک پیوند یا اتم منفرد تعلق ندارند، بلکه به گروهی از اتم‌ها تعلق دارند.
بزرگترین سیستم‌های مزدوج در گرافن، گرافیت، پلیمرهای رسانا و نانولوله‌های کربنی یافت می‌شوند.

## همچنین ببینید
- رزونانس
- پیوند فلزی